# 3 Inches of Blood
3 Inches of Blood ist eine im Jahr 2000 gegründete kanadische Heavy-Metal-Band aus Vancouver. Nach einer zwischenzeitlichen Auflösung 2015 fand sich die Band 2023 wieder zusammen.

## Geschichte
Die Musik von 3 Inches of Blood zeigt den Einfluss von Death Metal (besonders das Growling im Gesang), True Metal/Power Metal und klassischem Heavy Metal. Jamie Hooper singt mit hohen Growls, Cam Pipes singt im Heavy Metal typischen Falsett. Textlich handeln die Songs unter anderem von epischen Schlachten, blutrünstigen Orks und ähnlichem.
Ihr Song Deadly Sinners gehört zu den Soundtracks der Videospiele Tony Hawk’s Underground 2, Saints Row 2 und Brütal Legend. Letzteres enthält außerdem den Song Destroy the Orcs.
Am 27. September 2009 verstarb Ex-Bassist Brian Redman bei einem Rollerunfall. Im Juni 2015 gab die Band ihre Auflösung bekannt.
Im Jahr 2023 verkündete die Band ihre Wiedervereinigung.

## Diskografie

### Alben
- 2002: Battle Cry Under a Winter Sun
- 2004: Advance and Vanquish
- 2007: Fire Up the Blades
- 2009: Here Waits Thy Doom
- 2012: Long Live Heavy Metal

### EPs
- 2001: Sect of the White Worm
- 2007: Trial of Champions
- 2011: Anthems for the Victorious
- 2012: Split-7" mit Angelus Apatrida

### Singles
- 2003: Destroy the Orcs
- 2003: Ride Darkhorse Ride